# Nelson (Georgia)
Nelson is een plaats (city) in de Amerikaanse staat Georgia, en valt bestuurlijk gezien onder Cherokee County en Pickens County.

## Demografie
Bij de volkstelling in 2000 werd het aantal inwoners vastgesteld op 626.
In 2006 is het aantal inwoners door het United States Census Bureau geschat op 879, een stijging van 253 (40,4%).

## Geografie
Volgens het United States Census Bureau beslaat de plaats een oppervlakte van
2,3 km², geheel bestaande uit land. Nelson ligt op ongeveer 330 m boven zeeniveau.

## Geboren
- Claude Akins, acteur

## Plaatsen in de nabije omgeving
De onderstaande figuur toont nabijgelegen plaatsen in een straal van 24 km rond Nelson.